# Nati nel 1214
| Questa pagina contiene informazioni ricavate automaticamente dalle voci biografiche con l'ausilio del template Bio e di un bot. L'aggiornamento è periodico e automatico e ricostruisce completamente la pagina. Se manca una persona in questa lista, sei pregato di non aggiungerla, ma accertati piuttosto che la sua voce biografica contenga il template Bio e che i dati anagrafici siano correttamente compilati. Se il template Bio manca, inseriscilo tu stesso o, in alternativa, metti l'avviso {{tmp\|Bio}} che ne segnala la mancanza. Se i dati riportati sono sbagliati, correggi direttamente la voce biografica; le modifiche saranno visibili in questa lista entro pochi giorni. Per chiarimenti vedi il progetto biografie. La lista contiene solo le 7 persone che sono citate nell'enciclopedia e per le quali è stato implementato correttamente il template Bio. Pagina aggiornata al 13 gen 2025. |

- 25 aprile - Luigi IX di Francia, re francese († 1270)
- Alberto di Villa d'Ogna, religioso italiano († 1279)
- Ruggero Bacone, religioso, filosofo e scienziato britannico († 1292)
- Isabella d'Inghilterra († 1241)
- Matteo dei Libri, notaio e scrittore italiano († 1275)
- Pribislao I, principe († 1273)
- Sturla Þórðarson, politico, condottiero e storico islandese († 1284)